# Campeonato de Cuarta División 1903 (Argentina)
El Campeonato de Cuarta División 1903 fue el tercer campeonato de la Cuarto División, por entonces cuarta categoría del fútbol argentino, antecesor de la actual Primera D (hoy en el Quinto nivel). Fue organizado por la Argentine Association Football League, disputado con planteles de juveniles, de equipos inscripto en divisiones superiores y colegios e instituciones.
El campeón fue el Saint Andrew's Academy, no ascendió a la Tercera categoría, ya que por aquella época no existía un sistema de ascensos y descensos, y los clubes elegían en qué división deberían jugar.

## Equipos
| Equipo                 | Ciudad          |
| ---------------------- | --------------- |
| Alumni III             | Buenos Aires    |
| Saint Andrew's Academy | Buenos Aires    |
| Lomas Academy          | Lomas de Zamora |
| Instituto Americano II | Adrogué         |
| Saint George's         | Quilmes         |

No hay mayor información sobre las posiciones finales del torneo.

## Campeón
Saint Andrew's Academy
(1er Título)